# Убийство Джоди Добровски
Джоди Добровски (англ. Jody Dobrowski) — 24-летний помощник бармена, который был убит на юге Лондона в районе Клэпхем, недалеко от одноименной станции около полуночи 14 октября 2005 года.

## Нападение
Возвращаясь домой от своего друга, Добровски подвергся нападению со стороны двух мужчин, которые посчитали его геем. После краткого обмена репликами Пикфорд начал наносить удары Добровски, Уокер с энтузиазмом присоединился к нападению. Свидетеля, который пытался их остановить, они предупредили, чтобы он не вмешивался, заявив: «Нам не нравятся здешние гомики, и поэтому, если захотим, мы можем убить его». Исследования, проведенные в больнице Святого Георгия в Южном Лондоне, зафиксировали у жертвы отёк головного мозга, перелом носа и множественные ушибы шеи, спины и паха. Тело молодого человека было настолько сильно изуродовано, что члены семьи не смогли опознать его. Идентифицировать погибшего удалось только по отпечаткам пальцев.

## Личность
Уроженец Страуда, графство Глостершир, Джоди Добровски учился в Университете Уэльса в Кардиффе. Затем в 2001 году он переехал в Лондон, где работал в баре ночного клуба. В интервью «The Times» охранник клуба, в котором работал Джоди, рассказал: «Если бы вы встретили этого человека, то обратили бы внимание на то, что этот юноша всегда хорошо выглядел, никогда никому ничего не говорил плохого, даже пьяным посетителям, такой был добрый и приятный малый». После вынесения приговора члены семьи Добровски сделали совместное заявление, назвав Джоди «интеллигентным, весёлым, трудолюбивым и красивым человеком, которого избили и запинали до смерти».

## Мотивы убийства и приговор
Двое нападавших, безработный Томас Пикфорд и декоратор Скотт Уокер, признали себя виновными в убийстве Добровски в уголовном суде Олд-Бейли 12 мая 2006 года и были приговорены к пожизненному заключению с правом на освобождение не раньше чем через 28 лет. За две недели до убийства Добровски они уже принимали участие в нападении на гея. По словам прокуроров, «Пикфорд и Уокер предварительно обсуждали план нападения на гомосексуала и знали, что могут за это получить как минимум 28 лет лишения свободы». А судья Брайан Баркер сообщил, что когда нападавшие решили осуществить задуманное, у них была одна единственная цель — «гомофобный бандитизм». При вынесении приговора был применён 146 раздел Закона об уголовном правосудии 2003 года. Этот акт наделяет суды Англии и Уэльса правом устанавливать более жёсткие наказания за преступления, мотивом которых является сексуальная ориентация жертвы.

## Фильм
В 2007 году 4-м каналом британского телевидения снята телевизионная драма Место встречи — станция «Клэпхем», сюжет которой частично основан на событиях, связанных с убийством Джоди Добровски. В сценарии фильма имя жертвы было изменено на Альфи Картрайт, и в картине он официант. Показ фильма на канале был приурочен к 40-й годовщине декриминализации гомосексуальности в Англии и Уэльсе как протест против насилия в отношении геев и преступлений на почве ненависти по признаку сексуальной ориентации.